# Bezirksliga Niederschlesien 1940/41
De Bezirksliga Niederschlesien 1940/41 was het achtste voetbalkampioenschap van de Bezirksliga Niederschlesien, het tweede niveau onder de Gauliga Schlesien en een van de vier reeksen die de tweede klasse vormden. Dit jaar heette de competitie officieel 1. Klasse Niederschlesien. De competitie werd in twee geografisch verdeelde reeksen gespeeld, waarvan de winnaars elkaar bekampten voor de algemene titel. Wehrmacht-SV Liegnitz werd kampioen en speelde de eindronde ter promotie die ze ook wonnen. 
Na dit seizoen werd beslist om de Gauliga op te splitsen. Hierdoor promoveerden vicekampioen Gelb-Weiß Görlitz en TuSpo Liegnitz ook naar de Gauliga Niederschlesien 1941/42. De andere clubs speelden het volgende seizoen in de 1. Klasse Niederschlesien 1941/42, waar ook de clubs uit de Bezirksliga Mittelschlesien in onder gebracht werden. 

## Bezirksliga Niederschlesien

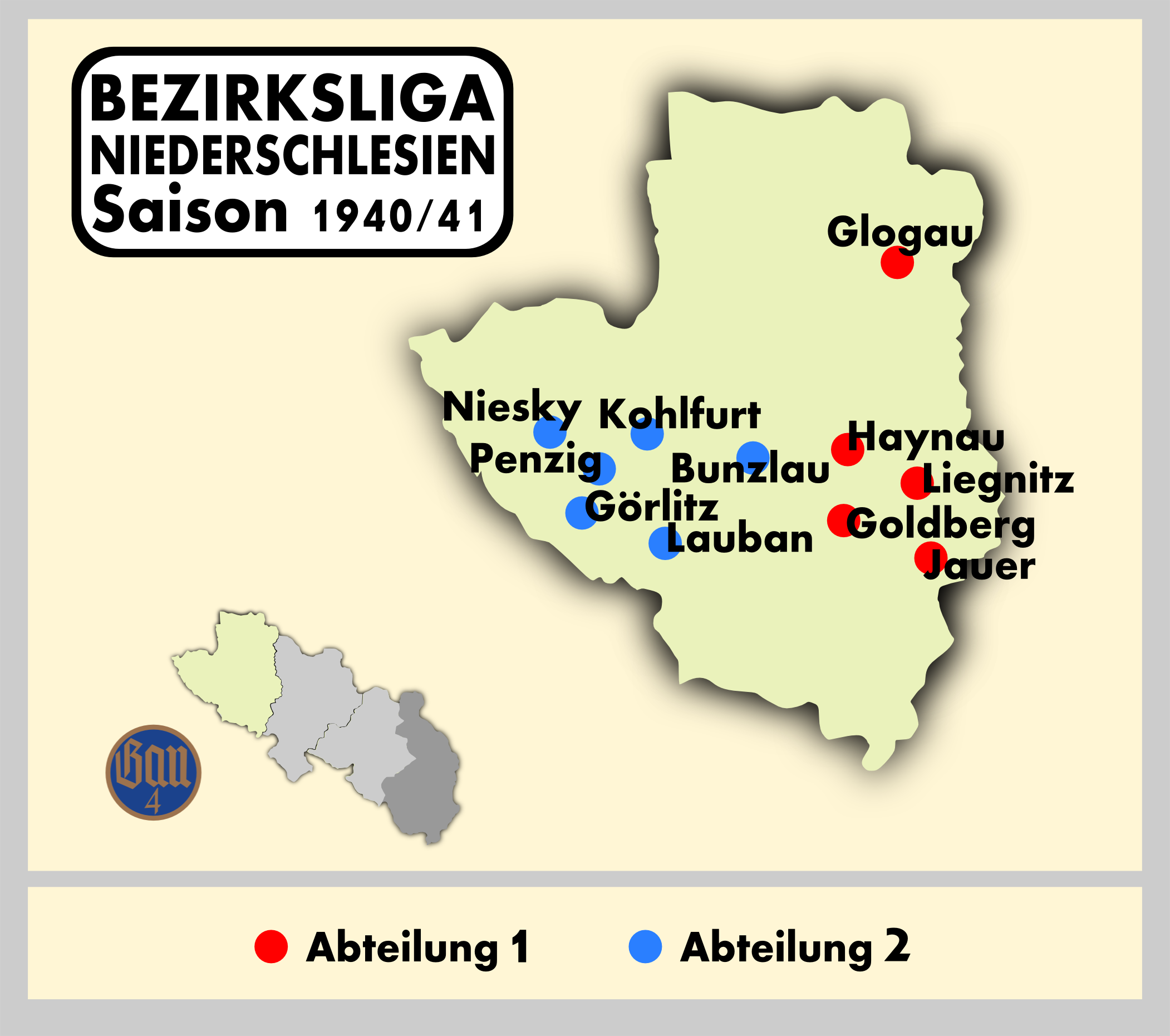
Speelsteden Bezirksliga Niederschlesien.

### Afdeling 1
| Plaats | Club                   | Wed.           | W              | G              | V              | Saldo          | Ptn.           |
| ------ | ---------------------- | -------------- | -------------- | -------------- | -------------- | -------------- | -------------- |
| 1.     | Wehrmacht-SV Liegnitz  | 10             | 8              | 1              | 1              | 46:10          | 17:03          |
| 2.     | TuSpo Liegnitz         | 10             | 6              | 0              | 4              | 31:28          | 12:08          |
| 3.     | SC Preußen 1911 Glogau | 8              | 4              | 1              | 3              | 20:16          | 09:07          |
| 4.     | TSV Schlesien Haynau   | 9              | 3              | 1              | 5              | 12:28          | 07:11          |
| 5.     | SC Jauer               | 8              | 2              | 1              | 5              | 15:19          | 05:11          |
| 6.     | Post-SV Liegnitz       | 9              | 2              | 0              | 7              | 10:33          | 04:14          |
| 7.     | RSG Liegnitz           | Teruggetrokken | Teruggetrokken | Teruggetrokken | Teruggetrokken | Teruggetrokken | Teruggetrokken |
| 8.     | FC Preußen Goldberg    | Teruggetrokken | Teruggetrokken | Teruggetrokken | Teruggetrokken | Teruggetrokken | Teruggetrokken |

|  | Geplaatst voor finale en Gauliga Niederschlesien 1941/42 |
|  | Geplaatst voor Gauliga Niederschlesien 1941/42           |
|  | Trok zich na dit seizoen uit de competitie terug.        |
|  | Trok zich tijdens dit seizoen uit de competitie terug.   |

### Afdeling 2
| Plaats | Club                  | Wed. | W  | G | V  | Saldo | Ptn.  |
| ------ | --------------------- | ---- | -- | - | -- | ----- | ----- |
| 1.     | Gelb-Weiß Görlitz     | 17   | 14 | 3 | 0  | 69:28 | 31:03 |
| 2.     | ATV Penzig            | 16   | 11 | 1 | 4  | 55:31 | 23:09 |
| 3.     | STC Görlitz           | 16   | 9  | 2 | 5  | 56:25 | 20:12 |
| 4.     | SSVgg Bunzlau         | 16   | 8  | 4 | 4  | 51:35 | 20:12 |
| 5.     | SV Germania Görlitz   | 16   | 7  | 0 | 9  | 38:56 | 14:18 |
| 6.     | Reichsbahn SG Görlitz | 18   | 6  | 2 | 10 | 55:54 | 14:22 |
| 7.     | LSV Görlitz           | 17   | 6  | 1 | 10 | 50:51 | 13:21 |
| 8.     | Laubaner SV           | 17   | 6  | 1 | 10 | 38:43 | 13:21 |
| 9.     | RSG Kohlfurt          | 14   | 4  | 0 | 10 | 20:68 | 08:20 |
| 10.    | TuSV Niesky           | 17   | 3  | 2 | 12 | 24:65 | 08:26 |

|  | Geplaatst voor finale en Gauliga Niederschlesien 1941/42 |
|  | Trok zich na dit seizoen uit de competitie terug         |

### Finale
Heen
|            |                   |       |                       |         |
| 4 mei 1941 | Gelb-Weiß Görlitz | 1 - 7 | Wehrmacht-SV Liegnitz | Görlitz |
| 4 mei 1941 |                   |       |                       | Görlitz |

Terug
|             |                       |       |                   |          |
| 11 mei 1941 | Wehrmacht-SV Liegnitz | 2 - 0 | Gelb-Weiß Görlitz | Liegnitz |
| 11 mei 1941 |                       |       |                   | Liegnitz |